# Sjusovarsemester
Sjusovarsemester är en serie av Carl Barks från januari 1950. Serien är på tio sidor och publicerades i Sverige för första gången i Kalle Anka & C:o nummer 12 år 1950.

## Handling
Kalle är trött på vintern i Ankeborg och planerar att resa söderut till värmen. Knatte, Fnatte och Tjatte däremot vill stanna och leka i snölandskapet. Kalle propsar på att resa och Knattarna blir utom sig av förtvivlan. Väl nere i södern lägger sig Kalle vid ett träd och somnar. Knattarna bestämmer sig för att spela Kalle ett spratt och limmar fast ett lösskägg på honom och preparerar hans kläder så att de ska se gamla och malätna ut. När Kalle vaknar, märker han att han har fått ett långt skägg och att Knattarna har blivit äldre (genom att maskera sig på olika vis). Knattarna hävdar, att Kalle har sovit i 40 år, dubbelt så länge som Rip Van Winkle. Kalle tror inte på detta, men Knattarna försäkrar honom om att han blev smittad med sömnsjuka av en tsetsefluga. 
Så småningom börjar Kalle tror på det som Knattarna säger, men han vill ändå se en stad som har förändrats efter 40 år. Knattes, Fnattes och Tjattes påhitt underlättas av att Kalle i bilen råkar inandas ångorna från en trasig flaska med eter. För Kalle framstår därför stadens byggnader som gjorda av gummi, bilarna är avklippta på mitten och människorna förefaller att vara i bitar. Plötsligt tappar Kalle kontrollen över bilen och kraschar in i en stolpe. Knattarna för tillbaka den avtuppade Kalle till trädet där han sovit, tar av honom skägget och ger honom en ny skjorta.
Kalle vaknar och tror att det hela endast var en mardröm. Trots detta frågar han om det finns tsetseflugor i verkligheten. När Knattarna svarar jakande och att dessa flugor är särskilt förekommande i södern, får Kalle panik och vill tillbaka till Ankeborg – allt till Knattarnas stora glädje.

## Kuriosa
Som exempel på vad som ändrats i Ankeborg uppger Knattarna att "alla hus är byggda av gummi så de kan böja sig undan atombomber" och att många åker till Mars på semester.

## Publikationer (urval)
| Serietidning                     | Land    | Nummer     |
| -------------------------------- | ------- | ---------- |
| Walt Disney's Comics and Stories | USA     | 112        |
| Kalle Anka & C:o                 | Sverige | 12/1950    |
| Kalle Anka & C:o                 | Sverige | 48/1969    |
| Kalle Anka & C:o                 | Sverige | 07–08/2021 |

### Webbkällor
- ”Donald Duck: Rip Van Donald – Sjusovar-semester”. INDUCKS. https://inducks.org/story.php?c=W+WDC+112-02. Läst 22 februari 2021.